# Продажа Аляски
Прода́жа Аля́ски (англ. Alaska Purchase – «покупка Аляски») — сделка между правительствами Российской империи и Соединённых Штатов Америки, в результате которой в 1867 году Россией за 7,2 миллиона долларов (более 150 млн долларов США в 2025 году) были проданы её владения в Северной Америке общей площадью 1 518 800 км2.
Впервые с предложением о продаже Аляски выступил генерал-губернатор Восточной Сибири Николай Муравьёв-Амурский в 1853 году.

## Подоплёка
Аляска, открытая для Старого Света в 1732 году русской экспедицией под руководством Михаила Гво́здева и Ивана Фёдорова, была владением России в Северной Америке. Сперва она осваивалась не государством, а частными лицами, но, начиная с 1799 года, — специально учреждённой монополией — Российско-американской компанией (РАК).
Площадь проданной территории составляла 586 412 квадратных миль (1 518 800 км2) и была практически не обжита — по оценке самой РАК, на момент продажи население всей русской Аляски и Алеутских островов составляло около 2500 русских и примерно до 60 000 индейцев и эскимосов. В начале XIX века Аляска приносила доходы за счёт торговли пушниной, однако к середине века стало представляться, что расходы на содержание и защиту этой отдалённой и уязвимой, с геополитической точки зрения, территории будут перевешивать потенциальную прибыль.
Российско-американской компании было давно известно о наличии здесь залежей золота, угля, меди и других ископаемых, но она замалчивала эти сведения из опасения наплыва иностранцев (как произошло в Калифорнии). Компания Гудзонова залива уже начала добычу золота в бассейне р. Стахин, и местные английские газеты писали о необходимости отторжения этой территории.

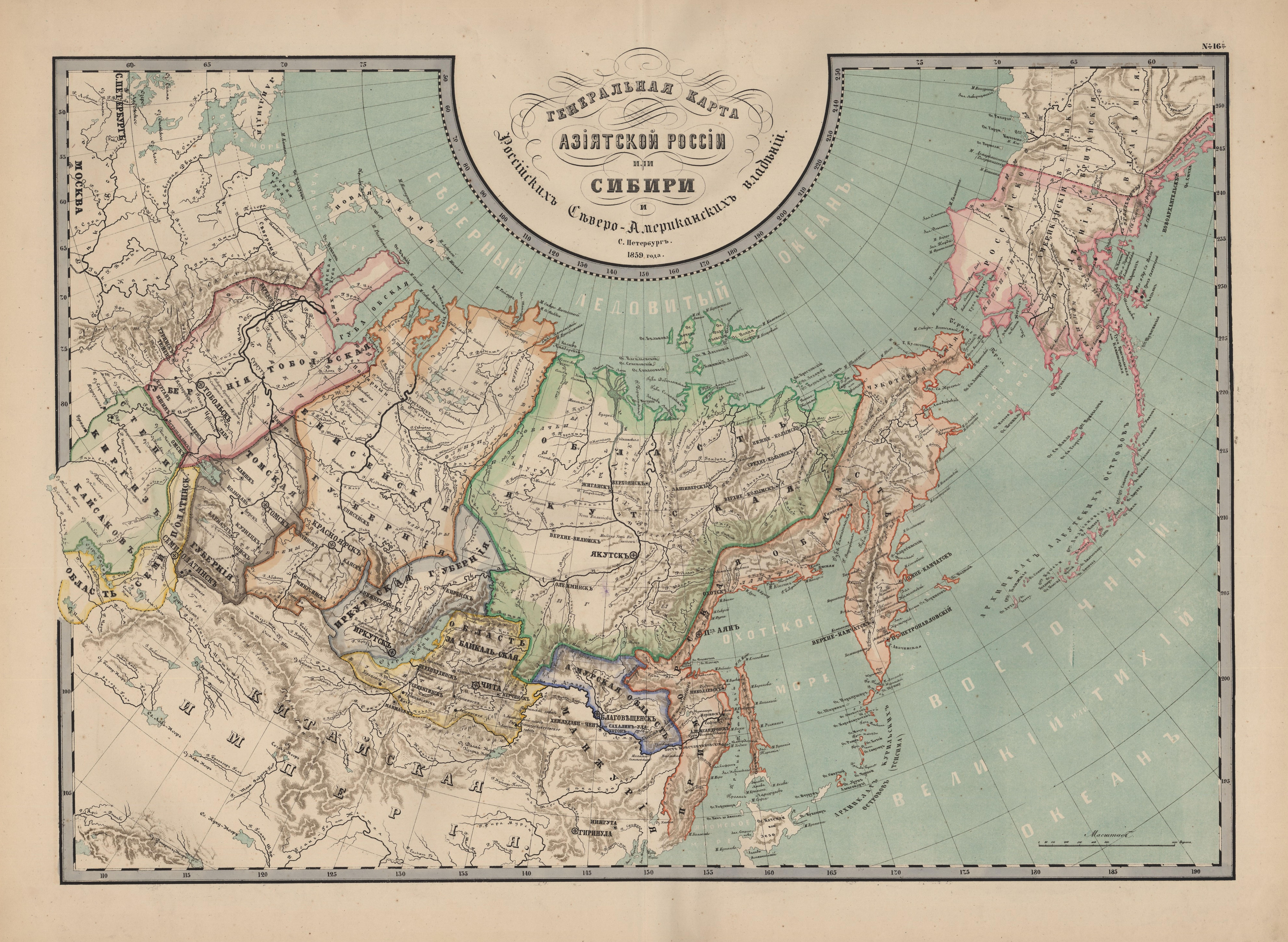
Карта азиатской части России и её североамериканских владений в 1859 году

Первым вопрос о продаже Аляски США перед русским правительством поднял генерал-губернатор Восточной Сибири граф Николай Николаевич Муравьёв-Амурский в 1853 году, в условиях начавшейся Крымской войны, указывая, что это, по его мнению, является неизбежным, и в то же время позволит укрепить позиции России на азиатском побережье Тихого океана перед лицом нарастающего проникновения Британской империи:
«…теперь, с изобретением и развитием железных дорог, более ещё, чем прежде, должно убедиться в мысли, что Северо-Американские Штаты неминуемо распространятся по всей Северной Америке, и нам нельзя не иметь в виду, что рано или поздно придется им уступить североамериканские владения наши. Нельзя было, однако ж, при этом соображении не иметь в виду и другого: что весьма натурально и России если не владеть всей Восточной Азией; то господствовать на всем азиатском прибрежье Восточного океана. По обстоятельствам мы допустили вторгнуться в эту часть Азии англичанам… но дело это ещё может поправиться тесной связью нашей с Северо-Американскими Штатами».

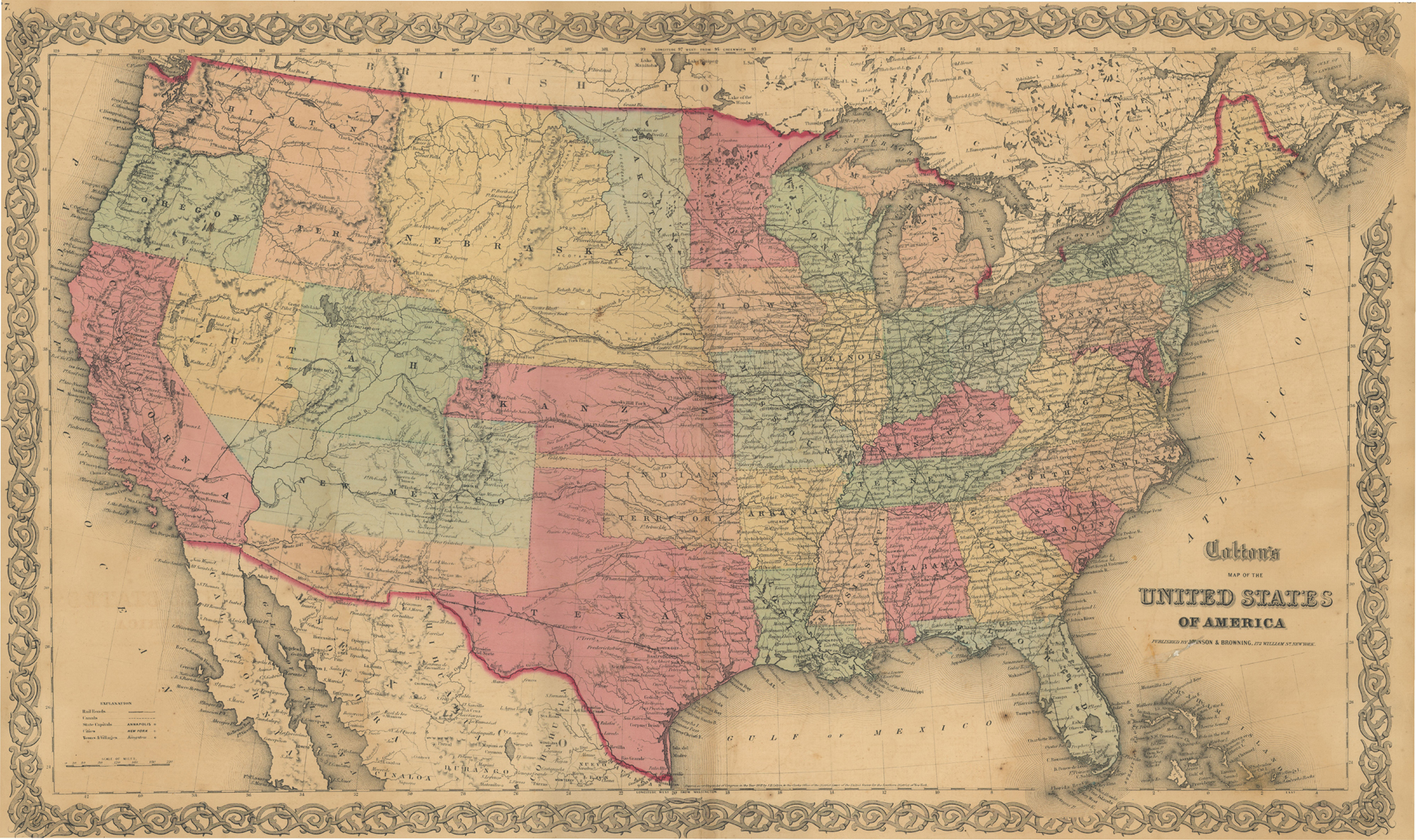
Карта США в 1855 году

В свою очередь, впервые правительство США выдвинуло это предложение летом 1854 года Государственный секретарь У. Мэрси и сенатор М. Гвин, связанные с заинтересованными в покупке Аляски группами калифорнийской буржуазии, запрашивали русского посланника в Вашингтоне Э. А. Стекля о намерении России уступить США свои владения в Америке. Стекль говорил впоследствии об этом предложении американского правительства как о «неопределившемся проекте».
Непосредственно к востоку от Аляски простирались канадские владения Британской империи (формально Компании Гудзонова залива). Во время Крымской войны РАК опасалась, что её колонии и торговый флот подвергнутся атакам со стороны британских сил, поэтому договорилась о фиктивной продаже своих судов частной Американо-русской торговой компании (АРТК) из Сан-Франциско, занимавшейся импортом льда в Калифорнию. Благодаря этой сделке суда РАК выходили в море под нейтральным американским флагом, однако АРТК получила контроль над импортно-экспортными операциями в Русской Америке. По мнению Ника Скапяка (англ. Nick Skapyak), последнее способствовало развалу РАК и потере влияния России в Северной Америке. Э. А. Стекль не допустил тогда заключения договора. Тем не менее предотвратить усиление американской экспансии не удалось.
Американско-русская торговая компания, интересы которой в конгрессе США представлял сенатор М. Гвин, добилась долгосрочного торгового соглашения. Оно было заключено в 1854 году сроком на 20 лет, причем компания получила широкие возможности эксплуатации богатств Аляски. Это соглашение было крайне невыгодно для Российско-американской компании, и, так как калифорнийская компания не выполняла своих обязательств по поставкам товаров, а занималась в основном меновой торговлей пушниной с индейцами и алеутами, в 1859 г. договор был расторгнут.

## Переговоры о продаже
Формально, следующее предложение о продаже исходило от российского посланника в Вашингтоне барона Эдуарда Андреевича Стекля, но инициатором сделки на этот раз был великий князь Константин Николаевич (младший брат Александра II), впервые озвучивший это предложение весной 1857 года в специальном письме министру иностранных дел Александру Михайловичу Горчакову. Горчаков поддержал предложение. Позиция МИДа сводилась к изучению вопроса, и было решено отложить его реализацию до истечения срока привилегий РАК в 1862 году. А затем вопрос временно стал неактуальным в связи с Гражданской войной в США.
16 (28) декабря 1866 года состоялось специальное совещание, на котором присутствовали Александр II, великий князь Константин, министры финансов и морского министерства и российский посланник в Вашингтоне барон Эдуард Стекль. Все участники одобрили идею продажи. По предложению министерства финансов был определён порог суммы — не менее 5 миллионов долларов золотом. 22 декабря 1866 (3 января 1867) Александр II утвердил границу территории. В марте 1867 года Стекль прибыл в Вашингтон и напомнил государственному секретарю Уильяму Генри Сьюарду «о предложениях, которые делались в прошлом о продаже наших колоний» и добавил, что «в настоящее время императорское правительство расположено вступить в переговоры». Заручившись согласием президента Эндрю Джонсона, Сьюард уже в ходе второй встречи со Стеклем, состоявшейся 14 марта, смог обговорить главные положения будущего договора.
18 марта 1867 года президент Джонсон подписал официальные полномочия Сьюарду, почти сразу же состоялись переговоры государственного секретаря со Стеклем, в ходе которых в общих чертах был согласован проект договора о покупке русских владений в Америке за 7,2 миллиона долларов. 
Стекль сообщил своему правительству содержание договора, и 29 марта пришла телеграмма с разрешением царя подписать его. Получив вечером эту телеграмму, Стекль поехал к Сьюарду на дом и сообщил, что договор может быть заключен завтра, но Сьюард предложил заключить его немедленно.
Сьюард и Стекль собрали своих помощников в государственном департаменте; присутствовал также Чарльз Самнер, председатель комиссии по иностранным делам сената.

## Подписание и ратификация договора о продаже Аляски
- Ратификационная грамота и опубликованный текст конвенции
- Ратификационная грамота, подписанная императором Александром II и хранящаяся в Национальном управлении архивов и документации США[13]. Первая страница содержит полный титул Александра II
- Вторая страница ратификационной грамоты. Преамбула на русском языке и текст договора на французском и английском языках
- Заключительная страница. Подпись императора Александра II, контрасигнатура вице-канцлера князя А. М. Горчакова
- Русский текст ратифицированной конвенции и указ Правительствующего сената, опубликованные в ПСЗРИ за № 44518[14]
- Опубликованный текст прокламации, подписанной президентом Эндрю Джонсоном[15]

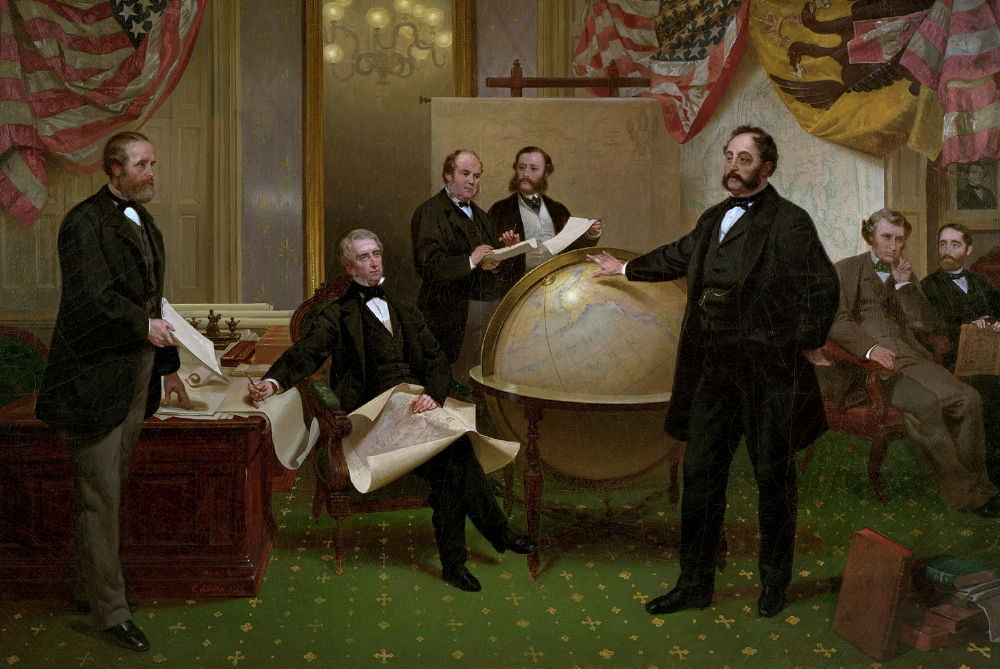
Подписание договора о продаже Аляски 30 марта 1867 года. Слева направо: Роберт С. Чу, Уильям Генри Сьюард, Хантер, Уильям (политик), Владимир Александрович Бодиско, Эдуард Андреевич Стекль, Чарльз Самнер, Сьюард, Фредерик. Художник Эмануэль Лойце, 1868.

Подписание договора состоялось 30 марта 1867 года в 4 часа утра в городе Вашингтоне. Договор был подписан на английском и французском языках («дипломатические» языки). 3 (15) мая 1867 договор был подписан императором Александром II, 6 (18) октября 1867 Правительствующий сенат принял указ об исполнении договора, русский текст которого под заголовком «Высочайше ратифицированная конвенция об уступке Северо-Американским Соединенным Штатам Российских Северо-Американских колоний» был опубликован в Полном собрании законов Российской империи за № 44518. Стоимость сделки составила 7 200 000 долларов золотом. К США переходили территории Северной Америки западнее 141 меридиана западной долготы, в том числе полуостров Аляска, береговая полоса шириной в 10 миль вдоль западного берега Британской Колумбии; Александровский архипелаг; Алеутские острова с островом Атту; Ближние острова, Крысьи, Лисьи, Андреяновские, острова Шумагина, Тринити, Умнак, Унимак, Кадьяк, Чирикова, Афогнак и другие более мелкие острова; острова в Беринговом море: Св. Лаврентия, Св. Матвея, Нунивак и острова Прибылова — Св. Георгия и Св. Павла. Общий размер проданной сухопутной территории составил около 1 519 000 км2, следовательно, за квадратный километр было уплачено по 4 доллара 73 цента, то есть — по 1,9 цента за акр.
Согласно статье II договора, Соединённым Штатам вместе с территорией передавалась вся государственная и общественная недвижимость, кроме храмов, которые оставались в собственности проживающих на Аляске членов Православной церкви. Уполномоченному представителю США передавались все относящиеся к передаваемой территории правительственные документы, хранившиеся в её пределах; однако Соединённые Штаты обязывались «во всякое время, когда встретится надобность» выдавать российскому правительству, чиновникам и подданным засвидетельствованные копии этих документов.
В соответствии с обычной процедурой договор был передан в Конгресс. Поскольку сессия конгресса закончилась как раз в этот день, президент созвал чрезвычайную исполнительную сессию Сената.
Судьба договора оказалась в руках членов сенатского комитета по иностранным делам. В состав комитета в то время входили: Чарльз Самнер из Массачусетса — председатель, Саймон Камерон из Пенсильвании, Уильям Фессенден из Мэна, Джеймс Харлан из Айовы, Оливер Мортон из Индианы, Джеймс Патерсон из Нью-Гэмпшира, Рэверди Джонсон из Мэриленда; то есть решать вопрос о присоединении территории, в которой в первую очередь были заинтересованы тихоокеанские штаты, приходилось представителям Северо-Востока.
Сенат США, в лице комитета по иностранным делам, высказывал сомнения в целесообразности столь обременительного приобретения, тем более в обстановке, когда в стране только что закончилась гражданская война. Высказывались также сомнения в связи с тем, что оплата проходила безналичными долларами, а не золотом, и не на счета министерства финансов России, а на счёт частного лица (Стекля), что противоречило условиям договора. Тем не менее, сделка была поддержана в Сенате 37 голосами, при двух голосах против (это были Фессенден и Джастин Моррил из Вермонта). 3 мая договор был ратифицирован. 8 июня в Вашингтоне состоялся обмен ратификационными грамотами. В дальнейшем в соответствии с установленным порядком договор был отпечатан, а затем включён в официальное собрание законов Российской империи (№ 44518).
Созванная на 2-ю сессию Палата представителей отказалась вотировать предусмотренную договором денежную сумму под предлогом, что при заключении договора были нарушены конституционные права палаты, и договор заключался без её согласия, хотя по Конституции США право заключать договоры предоставляется президенту и сенату. Мнение палаты требуется только в том случае, если должна быть санкционирована денежная сумма, обусловленная договором. Тем не менее палата начала конституционный спор, обвиняя президента и сенат в нарушении ее прав. Сьюард организовал агитационную кампанию в печати с помощью группы политиканов, действовавших также небескорыстно. Средства, потраченные на агитационную кампанию (несколько более 100 тыс. долл.), были вычтены впоследствии из суммы, которую следовало выплатить русскому правительству, под тем предлогом, что кампания проводилась в интересах России. В итоге резолюция комитета по иностранным делам палаты представителей была поставлена на голосование лишь 14 июля 1868 года. 113 голосов высказались за резолюцию и 43 голоса — против (44 члена палаты не голосовали). 27 июля 1868 года законопроект об ассигновании средств подписал президент Джонсон.

## Церемония передачи Аляски под юрисдикцию США
Церемония передачи состоялась в пятницу 18 октября 1867 года в 15:30 в городе Ново-Архангельске (ныне Ситка) у дома губернатора Русской Америки.  Уполномоченные представители американской стороны прибыли на борту американского военного шлюпа «Оссипи». Со стороны России в церемонии участвовал (и подписал протокол о передаче) специальный правительственный комиссар, капитан 2-го ранга Алексей Алексеевич Пещуров, комиссаром США выступил генерал-майор Ловелл Харрисон Руссо. По российскому исчислению времени, акт передачи был подписан в субботу, 7 октября старого стиля (19 октября по григорианскому календарю) — в связи с тем, что в России действовал юлианский календарь, а также из-за того, что дата в Русской Америке, которая считалась лежащей к востоку, а не к западу от Петербурга, совпадала с датой в континентальной России (опережая на сутки дату в тот же момент времени в США).
С 1917 года день 18 октября отмечается в США как День Аляски.
Был введён действовавший в США григорианский календарь и время синхронизировано с западным побережьем США: в результате дата была переведена на 11 дней вперёд (+12 дней разницы между юлианским и григорианским календарями в XIX веке, −1 день в связи с переходом территории к востоку от линии перемены дат), и суббота стала пятницей (из-за переноса линии перемены дат).
Непосредственно после передачи Аляски Соединённым Штатам в Ситку прибыли американские войска.

## Сопоставление цены сделки с подобными сделками того времени

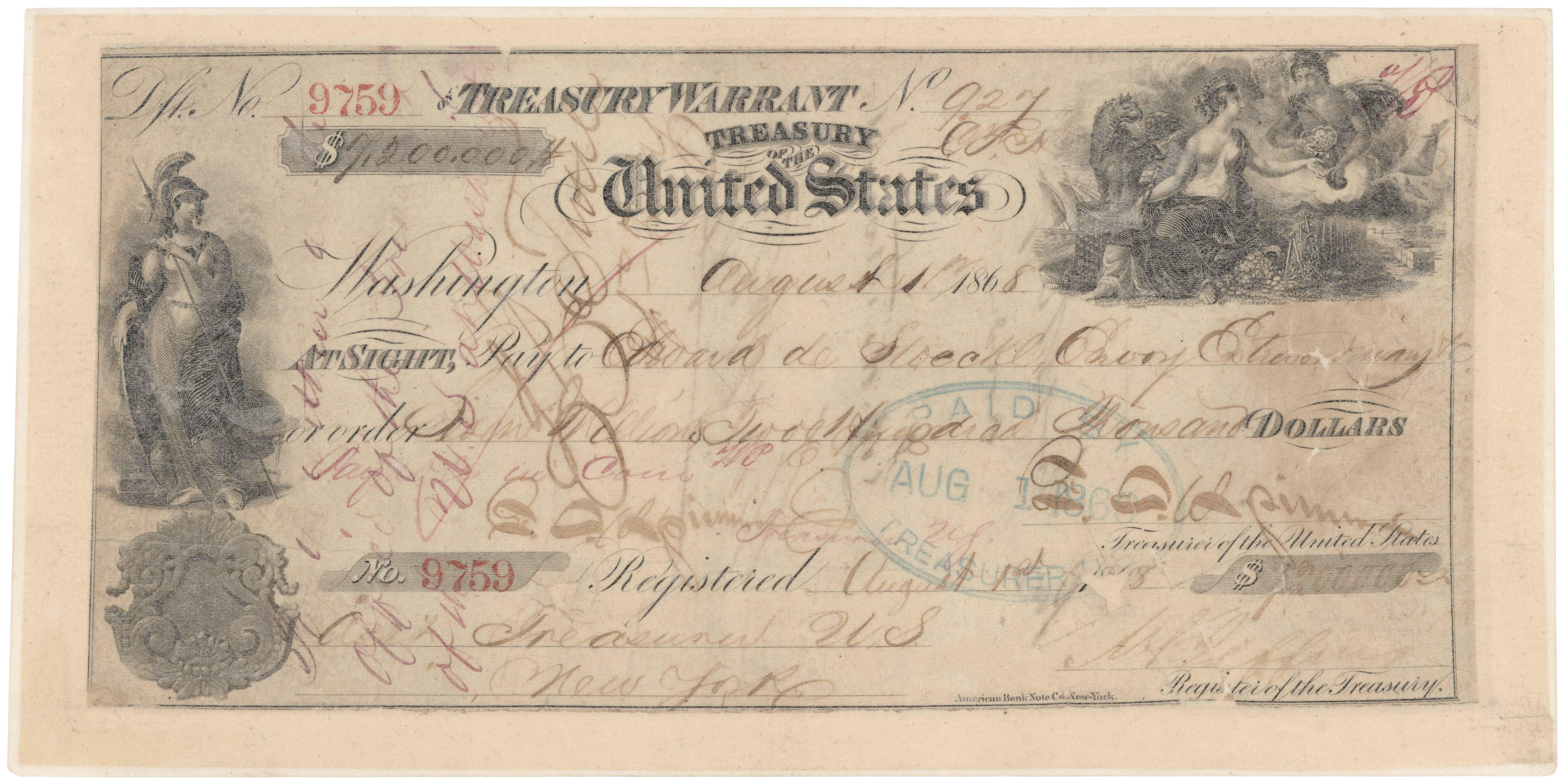
Чек на 7,2 млн долларов США, предъявленный для оплаты покупки Аляски

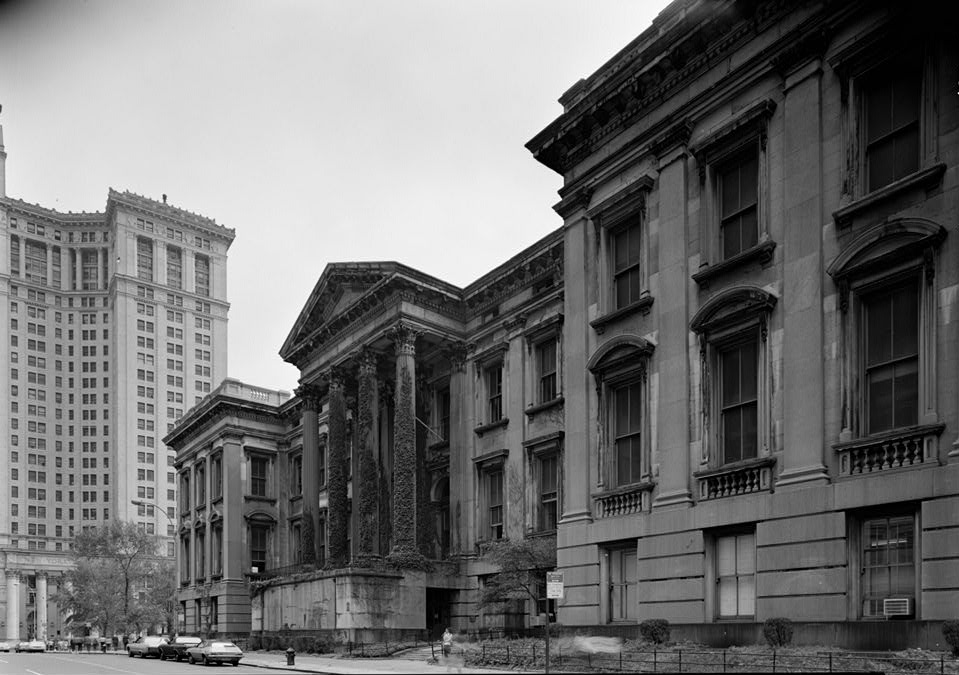
Здание нью-йоркского окружного суда стоило дороже, чем вся Аляска

- Российская империя продала труднодоступную и необжитую территорию по 1,9 цента за акр (0,0474 доллара за гектар), то есть номинально в полтора раза дешевле, чем была продана за 50 лет до этого (при другой стоимости цента) наполеоновской Францией (в условиях войны и последовательной конфискации французских колоний Британией) намного бо́льшая (2 100 000 км2) и вполне освоенная территория исторической Луизианы: только за порт Нового Орлеана Америка первоначально предлагала 10 млн долларов в более «весомом» долларе са́мого начала XIX века. Правда, земли Луизианы пришлось потом выкупать отдельно у их фактических хозяев — индейских племён.[источник не указан 1060 дней]
- В то же самое время, когда была продана Аляска, одно-единственное трёхэтажное здание в центре Нью-Йорка — нью-йоркского окружного суда, построенное «шайкой Твида», обошлось казначейству штата Нью-Йорк дороже, чем правительству США — вся территория Аляски.

## Экономический эффект от сделки

### Для США
В США высказываются мнения, что покупка Аляски так и не окупила затраченных средств, так как стоимость управления новыми территориями и льготы компаниям, разрабатывающим природные ресурсы Аляски, перевешивают все доходы.
Иной точки зрения придерживался российский академик Владимир Афанасьевич Обручев. По его оценке, только добыча золота на Аляске к 1915 году принесла американцам около 200 миллионов долларов.

…А кроме золота, еще полностью не исчерпанного, там есть серебро, медь, олово и каменный уголь, который начинают добывать. Потом пушнина, большие леса по Юкону…
— В. А. Обручев, «В поисках неизвестной земли» // «Плутония»

### Для России
Вырученные от продажи средства были истрачены главным образом на приобретение за границей оборудования для российского железнодорожного транспорта.

## Популярные легенды и мистификации, связанные с продажей Аляски
В российской публицистике распространено мнение о том, что Аляска в действительности была не продана, а сдана в аренду на 99 лет, но СССР по определённым политическим причинам не потребовал её обратно. Эта же версия обыгрывается в романе Джеффри Арчера «Дело чести». Однако никакой реальной почвы под этими версиями нет, поскольку договор 1867 года об уступке Аляски Соединённым Штатам Америки составлен в окончательной форме и не предусматривает возврата уступленных территорий и имущества.
Популярна также легенда, будто Россия не получила причитавшегося ей по договору золота, которое якобы утонуло вместе с перевозившим его барком «Оркни» (англ. Orkney) во время шторма. Тем не менее в государственном историческом архиве РФ хранится документ, написанный служащим Министерства финансов во второй половине 1868 года, гласящий, что «За уступленные Северо-Американским Штатам Российские владения в Северной Америке поступило от означенных Штатов 11 362 481 р. 94 [коп.]. Из числа 11 362 481 р. 94 коп. израсходовано за границею на покупку принадлежностей для железных дорог: Курско-Киевской, Рязанско-Козловской, Московско-Рязанской и др. 10 972 238 р. 4 к. Остальные же 390 243 р. 90 к. поступили наличными деньгами». Что же касается «Оркни», то он значится в справочниках Ллойда в 1870—1871 годах, что ещё раз подтверждает необоснованность легенды.